# Wendsch Dialekt
Het Wendsch Dialekt is het dialect, die in Duitsland in een groot deel van het oude 
Amt Wenden en de Gemeente Wenden van vandaag gesproken wordt. Het dialect is niet Nederduits (Platduits), maar ten noorden van de Benrather en Uerdinger linie. Bijvoorbeeld, heeft het dialect de nederfrankische Pluralis op -en, -et, -en bij de werkwoordsvormen van de tegenwoordige tijd. Gedeeltelijk heeft het dialect kenmerken, die duidelijk saksisch zijn, elders is het volledig eens met het Nederfrankische. Waarschijnlijk was de omgeving vroeger saksisch totdat Karel de Grote de Saksen versloeg en in het gebied Franken vestigde. Het dialect wordt in de beide plaatsen Altenkleusheim en Thieringhausen in de gemeente 
Olpe en in de plaatsen Altenberg, Altenhof, Altenwenden, Bebbingen, Brün, Büchen, Dörnscheid, Eichertshof, Elben, Gerlingen, Girkhausen, Heid, Hillmicke, Hoffnung, Hünsborn, Huppen, Löffelberg, Möllmicke, Ottfingen, Rothemühle, Rothenborn, Scheiderwald, Schönau, Schwarzbruch, 
Vahlberg, Wenden, Wendenerhütte en Wilhelmstal in de gemeente Wenden gesproken. 